# Országbíró

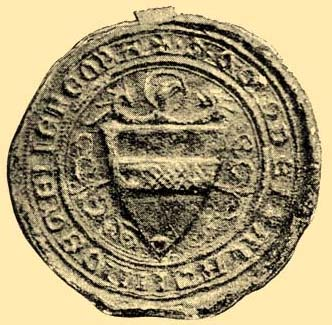
Aba Amadé országbíró pecsétje, háromszögü pajzsban az Aba nemzetség címere. A körirat: † S(igillum) • OMODEI PALATINI DE GENERE OBA

Az országbíró kialakult formájában a király és nádor után a régi Magyarország harmadik legfontosabb világi tisztviselője volt, országos bíró, az országgyűlésen a nádor helyettese.

## A tisztség kialakulása
1130 táján tűnik fel először, mint udvarispán (curialis comes), aki a nádor korábbi udvari ellátást felügyelő, udvartartást irányító szerepkörét vette át. Ekkor ő irányította az udvarbirtokokat, s bírói helyettesként a királyi jelenlét ítélőszékét. Országos bíróvá a 13. század elején vált, miután az udvari gazdasági teendőit átadták a tárnokmesternek.
Munkáját a familiárisai közül választott alországbíró és ítélőmesterek segítették.

## Jogállása
Az országbíró (latinul judex curiae regiae), a nádor után következő nagybírája volt az országnak és aki mint ilyen, hiteles pecsét alatt bírói parancsokat bocsáthatott ki, bizonyításokat, megbizásokat a hiteles helyekhez adhatott. I. Mátyás az állam bírói intézményét rendezvén, 1486. évi dekrétumában az országbírót a második helyre, a nádor után sorolja; később a Hétszemélyes Tábla közbírája és a nádor akadályoztatása esetében elnöke (1723. évi XXIV. törvénycikk), a királyi táblához pedig kinevezte az országbírói ítélőmestert, az al-országbírót. Az 1608. évi III. törvénycikk szerint az országbíró a nádor halála után egy év múlva a király helyett a nádorválasztó országgyűlést összehívja, valamint még a főrendi táblának és a helytartó tanácsnak tagja és másodelnöke volt. A 19. század végére azonban az országbíró állásának közjogi jelentősége sokkal csekélyebb volt; az 1896. évi LIV. törvénycikk értelmében az országbíró a Kúria semmítő osztályának elnöke volt, az 1881. évi LIX. törvénycikk alapján a semmítőszék a legfőbb ítélőszékkel egyesíttetvén, a Királyi Kúria elnöke lett. Az 1884. évi XXXVIII. törvénycikk azonban az országbírói állást elválasztotta a tényleges bíráskodástól és ettől fogva az országbíró közjogi szereplése abban állt, hogy mint zászlósúr a főrendiháznak tagja volt és a király koronázása alkalmával a királyi pálcát vitte.

## Országbírók
| Név                          | Országbíróság ideje | Országbírósága alatti uralkodó                     | Megjegyzés                                           |
| ---------------------------- | ------------------- | -------------------------------------------------- | ---------------------------------------------------- |
| Gyula                        | 1127–1131 k.        | II. István magyar király                           |                                                      |
| György                       | 1135 előtt          | II. Béla magyar király                             |                                                      |
| Fanzell                      | 1141 előtt          | II. Béla magyar király                             |                                                      |
| Cadarius                     | 1146                | II. Géza magyar király                             |                                                      |
| Gereon                       | 1148                | II. Géza magyar király                             |                                                      |
| Henrik                       | 1150–1157           | II. Géza magyar király                             |                                                      |
| Gábor                        | 1162–1163           | III. István magyar király                          |                                                      |
| Lőrinc                       | 1164–1172           | III. István magyar király                          |                                                      |
| Cumpurdinus                  | 1174/1178–1181      | III. Béla magyar király                            |                                                      |
| Péter                        | 1183                | III. Béla magyar király                            |                                                      |
| Moch                         | 1185–1186           | III. Béla magyar király                            |                                                      |
| Domonkos                     | 1192–1193           | III. Béla magyar király                            |                                                      |
| Ézsau                        | 1197–1198           | Imre magyar király                                 |                                                      |
| Péter                        | 1198                | Imre magyar király                                 | Turwey fia                                           |
| Micha                        | 1199                | Imre magyar király                                 |                                                      |
| Vejteh                       | 1199–1200           | Imre magyar király                                 |                                                      |
| Achilleus                    | 1201                | Imre magyar király                                 |                                                      |
| Gyula                        | 1202–1204           | Imre magyar király                                 |                                                      |
| Smaragd                      | 1205–1206           | II. András magyar király                           |                                                      |
| Marcell (először)            | 1207                | II. András magyar király                           | Tétény nembeli                                       |
| Miklós                       | 1208–1210           | II. András magyar király                           |                                                      |
| Marcell (másodszor)          | 1211–1212           | II. András magyar király                           | Tétény nembeli                                       |
| Gyula                        | 1212–1213           | II. András magyar király                           | Kán nembeli                                          |
| Márton                       | 1214                | II. András magyar király                           | Hont-Pázmány nembeli                                 |
| Atyusz                       | 1215–1218           | II. András magyar király                           | Vázsony nemzetség                                    |
| Gyula (először)              | 1219–1221           | II. András magyar király                           | Rátót nembeli                                        |
| Bánk                         | 1221–1222           | II. András magyar király                           | Bár-Kalán nembeli                                    |
| Pósa                         | 1222                | II. András magyar király                           | Bár-Kalán nembeli                                    |
| Batiz                        | 1222–1224           | II. András magyar király                           | Negol nembeli                                        |
| Salamon                      | 1227 előtt          | II. András magyar király                           |                                                      |
| László (először)             | 1224–1230           | II. András magyar király                           | Kán nembeli                                          |
| Benedek                      | 1231–1232           | II. András magyar király                           |                                                      |
| Demeter (először)            | 1232–1234           | II. András magyar király                           | Csák nembeli                                         |
| László (másodszor)           | 1234–1235           | II. András magyar király                           | Kán nembeli                                          |
| Gyula (másodszor)            | 1235–1239           | IV. Béla magyar király                             | Rátót nembeli                                        |
| Andor                        | 1239–1241           | IV. Béla magyar király                             | Szerafin fia                                         |
| Geregye Pál (először)        | 1241–1242           | IV. Béla magyar király                             | Geregye nembeli                                      |
| Demeter (másodszor)          | 1242–1245           | IV. Béla magyar király                             | Csák nembeli                                         |
| Gutkeled István              | 1245–1246           | IV. Béla magyar király                             | Gutkeled nembeli                                     |
| Lóránt (Roland)              | 1246–1248           | IV. Béla magyar király                             | Rátót nembeli                                        |
| Geregye Pál (másodszor)      | 1248–1253           | IV. Béla magyar király                             | Geregye nembeli                                      |
| Kőszegi Henrik               | 1254–1261           | IV. Béla magyar király                             | Héder nembeli                                        |
| Lőrinc                       | 1261–1267           | IV. Béla magyar király                             | Kemény fia                                           |
| Ákos Ernye (először)         | 1267–1270           | IV. Béla magyar király                             | Ákos nembeli                                         |
| Gutkeled Miklós (először)    | 1270–1272           | V. István magyar király                            | Gutkeled nembeli                                     |
| Péc Dénes (először)          | 1272                | IV. László magyar király                           | Péc nembeli                                          |
| Sándor                       | 1272–1273           | IV. László magyar király                           | Vaja nembeli                                         |
| László                       | 1273                | IV. László magyar király                           | Kán nembeli                                          |
| Máté                         | 1273                | IV. László magyar király                           | Csák nembeli                                         |
| Gutkeled Miklós (másodszor)  | 1273–1274           | IV. László magyar király                           | Gutkled nembeli                                      |
| Ákos Ernye (másodszor)       | 1274                | IV. László magyar király                           | Ákos nembeli                                         |
| Gutkeled Miklós (harmadszor) | 1274                | IV. László magyar király                           | Gutkeled nembeli                                     |
| Ákos Ernye (harmadszor)      | 1274                | IV. László magyar király                           | Ákos nembeli                                         |
| Péc Dénes (másodszor)        | 1275                | IV. László magyar király                           | Péc nembeli                                          |
| Tamás (először)              | 1275                | IV. László magyar király                           | Hont-Pázmány nembeli                                 |
| Miklós                       | 1275                | IV. László magyar király                           | Geregye nembeli                                      |
| Ugrin                        | 1275–1276           | IV. László magyar király                           | Csák nembeli                                         |
| Mojs                         | 1276                | IV. László magyar király                           |                                                      |
| Móric                        | 1276                | IV. László magyar király                           |                                                      |
| Jakab                        | 1276                | IV. László magyar király                           |                                                      |
| Péc Dénes (harmadszor)       | 1277                | IV. László magyar király                           | Péc nembeli                                          |
| Rátót I. Loránd (Roland)     | 1277                | IV. László magyar király                           |                                                      |
| Rátót Gyula                  | 1278                | IV. László magyar király                           | Rátót nembeli                                        |
| Gutkeled István              | 1278–1280           | IV. László magyar király                           | Gutkeled nembeli                                     |
| Péter                        | 1280–1281           | IV. László magyar király                           | Aba nembeli                                          |
| János                        | 1281–1282           | IV. László magyar király                           |                                                      |
| Aba Amadé (először)          | 1283                | IV. László magyar király                           | Aba nemzetség                                        |
| Rubinus                      | 1293                | IV. László magyar király                           |                                                      |
| Péc Gergely                  | 1288                | IV. László magyar király                           | Péc nemzetség                                        |
| Aba Amadé (másodszor)        | 1289                | IV. László magyar király                           | Aba nemzetség                                        |
| Tamás (másodszor)            | 1290                | IV. László magyar király                           | Hont-Pázmány nembeli                                 |
| Péc Apor                     | 1293–1298           | III. András magyar király                          | Péc nembeli. Esetleg csak 1297-ig volt.              |
| István                       | 1298–1301/1304      | III. András magyar király                          | Ákos nembeli                                         |
| Péter                        | 1301                | Vencel magyar király                               | Vencel híve                                          |
| Csák Ugrin                   | 1304?–1311?         | I. Károly magyar király                            | Csák nemzetség újlaki ága, Pósa (Pous) fia           |
| Csák János                   | 1311–1314           | I. Károly magyar király                            | Csák nemzetség                                       |
| Hermány Lampert              | 1314–1324           | I. Károly magyar király                            | Hermann nemzetség                                    |
| Köcski Sándor                | 1324–1328           | I. Károly magyar király                            |                                                      |
| Nagymartoni Pál              | 1328–1349           | I. Károly magyar király                            |                                                      |
| Szécsényi Tamás              | 1349–1354           | I. Lajos                                           |                                                      |
| Drugeth I. Miklós            | 1354–1355           | I. Lajos                                           |                                                      |
| Szécsi Miklós (először)      | 1355–1359           | I. Lajos                                           |                                                      |
| Csák Miklós                  | 1359                | I. Lajos                                           | Csák nemzetség újlaki ága                            |
| Bebek István                 | 1360–1369           | I. Lajos                                           |                                                      |
| Szécsi Miklós (másodszor)    | 1369–1372           | I. Lajos                                           |                                                      |
| Szepesi Jakab (először)      | 1372                | I. Lajos                                           |                                                      |
| Cudar Péter                  | 1372–1373           | I. Lajos                                           |                                                      |
| Szepesi Jakab (másodszor)    | 1373–1380           | I. Lajos                                           |                                                      |
| Szécsi Miklós (harmadszor)   | 1381–1384           | I. Lajos, Mária magyar királynő                    |                                                      |
| Szentgyörgyi Tamás           | 1385                | Mária magyar királynő                              |                                                      |
| Kaplai János (először)       | 1385                | Mária magyar királynő                              |                                                      |
| Bebek Imre (először)         | 1386                | Mária magyar királynő                              |                                                      |
| Bebek Imre (másodszor)       | 1386–1392           | Zsigmond magyar király                             |                                                      |
| Kaplai János (másodszor)     | 1392–1395           | Zsigmond magyar király                             |                                                      |
| Szécsényi Simon              | 1395                | Zsigmond magyar király                             |                                                      |
| Szécsényi Frank              | 1397–1408           | Zsigmond magyar király                             |                                                      |
| Rozgonyi Simon               | 1409–1414           | Zsigmond magyar király                             | Miklós fia                                           |
| Perényi Péter                | 1415–1423           | Zsigmond magyar király                             | Simon fia                                            |
| Kompolti István              | 1423–1425           | Zsigmond magyar király                             | István fia                                           |
| Pálóci Máté                  | 1425–1435           | Zsigmond magyar király                             |                                                      |
| Báthori István               | 1435–1440           | Albert magyar király                               | Leváltva.                                            |
| Kórógyi János                | 1440–1441           | I. Ulászló magyar király                           | Erzsébet királyné országbírója.                      |
| Rozgonyi György              | 1441–1446           | I. Ulászló magyar király                           |                                                      |
| Pálóci László                | 1446–1470           | V. László magyar király I. Mátyás magyar király    |                                                      |
| Rozgonyi János               | 1470–1471           | I. Mátyás magyar király                            | Leváltva.                                            |
| Báthori István               | 1471–1493           | I. Mátyás magyar király                            |                                                      |
| Kinizsi Pál                  | 1494                | II. Ulászló magyar király                          |                                                      |
| Geréb Péter                  | 1495–1500           | II. Ulászló magyar király                          |                                                      |
| Szentgyörgyi Péter           | 1501–1517           | II. Ulászló magyar király                          |                                                      |
| Újlaki Lőrinc                | 1518–1524           | II. Lajos magyar király                            |                                                      |
| Sárkány Ambrus               | 1524–1525           | II. Lajos magyar király                            |                                                      |
| Drágffy János                | 1525–1526           | II. Lajos magyar király                            |                                                      |
| Thurzó Elek                  | 1527–1543           | I. Ferdinánd magyar király, I. János magyar király | I. Ferdinánd országbírója                            |
| Pestyéni Gergely             | 1530–1540           | I. Ferdinánd magyar király, I. János magyar király | I. János országbírója                                |
| Nádasdy Tamás                | 1540–1554           | I. Ferdinánd magyar király                         |                                                      |
| Báthori András               | 1554–1566           | I. Ferdinánd magyar király                         |                                                      |
| Perényi Gábor                | 1566–1567           | Miksa magyar király                                |                                                      |
| Országh Kristóf              | 1567                | Miksa magyar király                                |                                                      |
| Bánffy István                | 1567–1568           | Miksa magyar király                                |                                                      |
| Báthori Miklós               | 1568–1584           | Miksa magyar király, Rudolf magyar király          |                                                      |
| Báthori István               | 1586–1605           | Rudolf magyar király                               |                                                      |
| Forgách Zsigmond             | 1606–1608           | Rudolf magyar király                               |                                                      |
| Homonnai Drugeth Bálint      | 1608–1609           | II. Mátyás magyar király                           |                                                      |
| Forgách Zsigmond (2x)        | 1610–1618           | II. Mátyás magyar király                           |                                                      |
| Homonnai Drugeth György      | 1618–1621           | II. Ferdinánd magyar király                        |                                                      |
| Esterházy Miklós             | 1622–1625           | II. Ferdinánd magyar király                        |                                                      |
| Alaghy Menyhért              | 1625–1631           | II. Ferdinánd magyar király                        |                                                      |
| Rákóczi Pál                  | 1631–1636           | II. Ferdinánd magyar király                        |                                                      |
| Homonnai Drugeth János       | 1636–1645           | III. Ferdinánd magyar király                       |                                                      |
| Pálffy Pál                   | 1646–1649           | III. Ferdinánd magyar király                       |                                                      |
| Csáky László                 | 1649–1655           | III. Ferdinánd magyar király                       |                                                      |
| Nádasdy Ferenc               | 1655–1670           | I. Lipót magyar király                             |                                                      |
| Forgách Ádám                 | 1670–1681           | I. Lipót magyar király                             |                                                      |
| Draskovich Miklós            | 1681–1687           | I. Lipót magyar király                             |                                                      |
| Csáky István                 | 1687–1699           | I. Lipót magyar király                             |                                                      |
| Batthyány Ádám               | 1700–1703           | I. Lipót magyar király                             |                                                      |
| Erdődy György                | 1704–1713           | I. József magyar király                            |                                                      |
| Pálffy Miklós                | 1713–1714           | III. Károly magyar király                          |                                                      |
| Koháry István                | 1714–1731           | III. Károly magyar király                          |                                                      |
| Pálffy János                 | 1731–1741           | III. Károly magyar király                          |                                                      |
| Esterházy József             | 1741–1748           | Mária Terézia magyar királynő                      |                                                      |
| Erdődy György                | 1748–1759           | Mária Terézia magyar királynő                      |                                                      |
| Illésházy József             | 1759–1765           | Mária Terézia magyar királynő                      |                                                      |
| Pálffy Miklós                | 1765–1773           | Mária Terézia magyar királynő                      |                                                      |
| Fekete György                | 1773–1783           | Mária Terézia magyar királynő                      |                                                      |
| Csáky János                  | 1783–1786           | II. József magyar király                           |                                                      |
| Niczky Kristóf               | 1786–1787           | II. József magyar király                           |                                                      |
| Betöltetlen                  | 1787–1788           | II. József magyar király                           |                                                      |
| Zichy Károly                 | 1788–1795           | II. Lipót magyar király, I. Ferenc magyar király   |                                                      |
| Végh Péter                   | 1795–1802           | I. Ferenc magyar király                            |                                                      |
| Szent-Iványi Ferenc          | 1802–1806           | I. Ferenc magyar király                            |                                                      |
| Ürményi József               | 1806–1825           | I. Ferenc magyar király                            |                                                      |
| Brunszvik József             | 1825–1827           | I. Ferenc magyar király                            |                                                      |
| Cziráky Antal Mózes          | 1828–1839           | I. Ferenc magyar király                            |                                                      |
| Mailáth György               | 1839–1848           | V. Ferdinánd magyar király                         |                                                      |
| Betöltetlen                  | 1848–1860           | I. Ferenc József magyar király                     |                                                      |
| Apponyi György               | 1860–1863           | I. Ferenc József magyar király                     |                                                      |
| Andrássy György              | 1863–1865           | I. Ferenc József magyar király                     |                                                      |
| Betöltetlen                  | 1865–1867           | I. Ferenc József magyar király                     |                                                      |
| Mailáth György               | 1867–1883           | I. Ferenc József magyar király                     | A kiegyezés után puszta cím az országbírói tisztség. |
| Betöltetlen                  | 1883–1885           | I. Ferenc József magyar király                     |                                                      |
| Sennyey Pál                  | 1885–1888           | I. Ferenc József magyar király                     |                                                      |
| Szőgyény-Marich László       | 1888–1893           | I. Ferenc József magyar király                     |                                                      |
| Betöltetlen                  | 1893–1895           | I. Ferenc József magyar király                     |                                                      |
| Orczy Béla                   | 1895–1917           | I. Ferenc József magyar király                     |                                                      |
| Dessewffy Aurél              | 1917–1918           | IV. Károly magyar király                           |                                                      |

## Udvarispánok
| Név    | Udvarispánság ideje | Udvarispánsága alatti uralkodó | Megjegyzés   |
| ------ | ------------------- | ------------------------------ | ------------ |
| Miklós | 1208–1210           | II. András                     | Szák nembeli |
| Gyula  | 1212–1213           | II. András                     | Kán nembeli  |

## Királynéi udvarispánok
| Név    | Udvarispánság ideje | Udvarispánsága alatti uralkodó | Megjegyzés   |
| ------ | ------------------- | ------------------------------ | ------------ |
| Gyula  | 1221–1222           | II. András                     | Kán nembeli  |
| Miklós | 1222–1225           | II. András                     | Szák nembeli |

## Királynéi udvarbírók
| Név                | Udvarispánság ideje | Udvarispánsága alatti uralkodó | Megjegyzés     |
| ------------------ | ------------------- | ------------------------------ | -------------- |
| Ákos nembeli Mikcs | 1322–1323           | I. Károly                      | Ákos nemzetség |

## Lásd még
- Árpád-ház
- Erdélyi vajda 1526 előtt
- Erdélyi fejedelmek listája 1526 – 1711 között
- Nádor vagy Nádorispán
- Tárnokmester
- Horvát bán
- Magyarország államfőinek listája (Itt található a kormányzók listája is.)
- Magyarország kormányfőinek listája